# 향동중학교
향동중학교(香洞中學校)는 대한민국 경기도 고양시에 있는 공립 중학교이다.

## 연혁
- 2019년 9월 1일 : 개교